# Реннер, Каспар Фёдорович
 Каспар Фёдорович Реннер  (нем.  Renner, Kaspar-Fridrich Fedorovic ; 1780, Ганновер, Германия — 4 июня 1816, Москва, Российская империя) — доктор философии, профессор прикладной математики Казанского университета.

## Биография
Родился в 1780 году. Высшее образование получил в Геттингенгском университете, которым в 1808 году был удостоен степени доктора философии. Для занятия кафедры в Казанском университете Реннер был рекомендован Румовскому Бартельсом, указывающим на него, как на вполне достойного кандидата.
20 июля 1808 года был назначен в Казанский университет ординарным профессором по кафедре прикладной математики. Еще до переезда в Россию издал «Lebensbeschreibung des Jul. Agricola» (вместе с J. K. Finke, Геттинг., 1808; второе издание сделано Августом Шлегелем в 1818 году). В Казани перевёл «Летописи» Тацита (судьба перевода неизвестна).
Лекции читал на французском языке, среди немногочисленных их слушателей были братья Лобачевские и Иван Симонов — впоследствии профессора Казанского университета. В начале преподавания читал прикладную математику; начав с конических сечений, перешёл к объяснению кривых линий и к началам механики. В следующие годы читал высшую механику (по Карстену) и начала оптики. Также преподавал желающим и практическую геометрию.
Издал «Anfangsgrunde der Algebra» (Мюнстер, 1805) и «Disquisitiones ad calculum integralem finitorum spectantes» (Митава, 1810). 
4 сентября 1813 года избран был библиотекарем университета, в 1814 и 1815 годах утверждался членом училищного Комитета, в 1815 году ревизовал училища Пензенской и Тамбовской губерний. Состоял членом Геттингенского физикального общества.
Скончался в Москве 4 июня 1816 года.

## Родственные связи
Приходился двоюродным братом доктору медицины и ветеринару Т. Реннеру.